# Sapapaliʻi
Sapapaliʻi – wieś w Samoa, w dystrykcie Faʻasaleleaga.